# Koromačno
 Koromačno  (olaszul: Valmazzinghi) falu Horvátországban, Isztria megyében. Közigazgatásilag Rašához tartozik.

## Fekvése
Az Isztria délkeleti részén, Labintól 19 km-re, községközpontjától 16 km-re délre a tengerparton, az azonos nevű öbölben, az erdővel borított Ubac-félsziget és a Koromačno-fok között fekszik.

## Története
A falu feletti 475 méter magas Gradac-Turan hegyen már a korai bronzkorban erődítmény állt, melyet a vaskorig használtak. A romokat az itt levő kőbánya művelése során semmisítették meg. A vártól északra épült a 13. – 14. században a Keresztelő Szent János templom, ma a kőbánya szélén áll. A településnek 1880-ban 77, 1910-ben 76 lakosa volt. Az első világháború után Olaszországhoz került. A második világháború után Jugoszlávia része lett. Jugoszlávia felbomlása után 1991-ben a független Horvátország része lett. 2011-ben a falunak 181 lakosa volt.

## Nevezetességei
- Keresztelő Szent János fejevétele tiszteletére szentelt temploma a 13. – 14. században épült román stílusban. A templom négyszög alaprajzú, félköríves apszissal, homlokzata előtt előcsarnokkal és felette nyitott harangépítménnyel, melyeket az 1933-as felújításkor elbontottak. A templomban 14. századi falfestmények maradványai láthatók.
- Szent József tiszteletére szentelt kis templom ma használaton kívül van.

## Lakosság
| Lakosság változása | Lakosság változása | Lakosság változása | Lakosság változása | Lakosság változása | Lakosság változása | Lakosság változása | Lakosság változása | Lakosság változása | Lakosság változása | Lakosság változása | Lakosság változása | Lakosság változása | Lakosság változása | Lakosság változása | Lakosság változása |
| ------------------ | ------------------ | ------------------ | ------------------ | ------------------ | ------------------ | ------------------ | ------------------ | ------------------ | ------------------ | ------------------ | ------------------ | ------------------ | ------------------ | ------------------ | ------------------ |
| 1857               | 1869               | 1880               | 1890               | 1900               | 1910               | 1921               | 1931               | 1948               | 1953               | 1961               | 1971               | 1981               | 1991               | 2001               | 2011               |
| 0                  | 0                  | 77                 | 82                 | 81                 | 76                 | 0                  | 0                  | 321                | 304                | 381                | 363                | 297                | 269                | 227                | 181                |